# Saunders-Roe A.36 Lerwick
Il Saunders-Roe A.36 Lerwick era un idrovolante multiruolo bimotore a scafo centrale prodotto dall'azienda britannica Saunders-Roe Limited nei tardi anni trenta.
Utilizzato inizialmente dalla Royal Air Force prima dello scoppio e durante la prima fase della seconda guerra mondiale, venne in seguito assegnato ai reparti della Royal Canadian Air Force che lo mantenne in linea fino alla fine del 1942.

## Storia del progetto
Alla fine degli anni trenta l'Air Ministry, il ministero dell'aria britannico, emise una specifica, la R1/36, per la fornitura di un nuovo idrovolante che potesse sostituire i biplani Saro London, Supermarine Stranraer e Short Singapore e da destinare ai compiti di lotta antisommergibile, scorta convogli e ricognizione marittima.
Al concorso risposero la Blackburn Aircraft con il suo B-20 assieme a Supermarine e Saunders-Roe presentando ciascuna un progetto in grado di soddisfare le specifiche richieste. Dopo averne valutato le caratteristiche, il Ministero dichiarò vincitore la Saunders Roe con il loro Saro Lerwick ma si dichiarò comunque interessato anche alla proposta della Blackburn richiedendo a quest'ultima due prototipi per determinare praticamente la validità degli innovativi concetti espressi.

## Utilizzatori
Canada
- Royal Canadian Air Force

 Regno Unito
- Royal Air Force

## Velivoli comparabili
Germania
- Dornier Do 24

 Regno Unito
- Short S.25 Sunderland

 Stati Uniti
- Consolidated PBY Catalina